# Campeonato de Wimbledon 1885
La edición 9.º del Campeonato de Wimbledon se celebró entre el 4 de julio y el 17 de julio de 1885 en las pistas del All England Lawn Tennis and Croquet Club de Wimbledon, Londres, Inglaterra.
El cuadro individual masculino lo iniciaron 23 jugadores mientras que el femenino lo iniciaron 10 tenistas.

## Hechos destacados
En la competición individual masculina se impuso el británico William Renshaw logrando el quinto título que obtendría en el torneo al imponerse en la final al británico Herbert Lawford.
En la competición individual femenina la victoria fue para la británica Maud Watson logrando el segundo título que obtendría en Wimbledon al imponerse a la británica Blanche Bingley.

## Palmarés
| Seniors              | Vencedor                       | Resultado          | Finalista                    | Finalista |
| -------------------- | ------------------------------ | ------------------ | ---------------------------- | --------- |
| Individual masculino | William Renshaw                | 7–5, 6–2, 4–6, 7–5 | Herbert Lawford              |           |
| Individual femenino  | Maud Watson                    | 6–1, 7–5           | Blanche Bingley              |           |
| Dobles masculino     | William Renshaw Ernest Renshaw | 6–3, 6–3, 10–8     | Claude Farrer Arthur Stanley |           |

## Cuadros Finales

### Torneo individual  femenino
| Predecesor: 1884                                       | Campeonato de Wimbledon 1885 | Sucesor: 1886                                       |
| Predecesor: Campeonato nacional de Estados Unidos 1884 | Grand Slam 1885              | Sucesor: Campeonato nacional de Estados Unidos 1885 |

- Datos: Q1326511